# Hrvat-baša
Hrvat-baša naziv je za poglavara Crnogoraca na privremenom radu u Carigradu (Osmansko Carstvo) tijekom 19. stoljeća.
Nije pouzdano utvrđeno kada se točno pojavio naziv Hrvat-baša (rjeđe na crnogorskom Arvat-baša), no u povijesnoj se znanosti tvrdi da je zasigurno postojao i prije 1855. godine, kada je dokumentirano njegovo prvo pojavljivanje. Zvanje Hrvat-baša službeno je ukinuto 1879. godine nakon normaliziranja crnogorsko-turskih odnosa.

## Porijeklo naziva
Poveći broj Crnogoraca boravio je u Carigradu radi težačkih i drugih poslova. No, oni bi ponekad imali problema ako bi se očitovali kao Crnogorci, jer je Osmansko Carstvo bilo u višestoljetnom neprijateljstvu s Crnom Gorom i tek je poslije Berlinskog kongresa službeno priznalo crnogorsku državu.
Srpski je književnik Ljuba Nenadović, koji je boravio u Carigradu, o tome zbog čega su se Crnogorci očitovali Hrvatima, 1859. godine pisao:
" Da bi mogli spokojnije u toj neprijateljskoj zemlji svoje poslove raditi, zato što su bili u neprestanom ratu s Turskom, pa im ne bješe dopušteno tamo putovati. Zato su uzimali na sebe bratsko i srodno ime i kazivali da su Hrvati".
Olakšavajuću okolnost Crnogorcima predstavljala je narodna nošnja, slična narodnoj nošnji Hrvata iz Dalmacije koji su također povremeno radili u Carigradu.
Dužnost Hrvat-baše bila je zastupanje i obrana Crnogoraca pred osmanskim vlastima, rješavanje unutarcrnogorskih sporova. Imao je pravo nositi osobno oružje i tako se kretati Carigradom. 
Knez Danilo I. Petrović 1850-ih godina Hrvat-bašu pretvorio je u crnogorskog dužnosnika, svojevrsnoga konzula, koji je raznosio službenu poštu. Svaki Crnogorac u Carigradu davao je  Hrvat-baši godišnje "po jedan dinar", a od toga se "moglo lijepo živjeti", navodi Ljuba Nenadović.

## Izvješće
Savić Marković Štedimlija je, u hrvatskom Obzoru od 15. siječnja 1937. godine, citirao tekst iz lista "Srbobran":
"Crnogorci, kojih je bilo podosta u 19. stoljeću u Carigradu, posjetio je jedan dopisnik "Srbobrana" kako bi o njima napisao izvještaj. On ih pozdravi:

- Dobro veče braćo Srbi! (Dobra večer braćo Srbi!)

Oni mu složno odgovoriše:

- Nijesmo mi Srbi, prijatelju!

- Nego? - uzvrati začuđeno dopisnik. 

- Mi smo Crnogorci.

Dopisnik je pokušao drugačije kazati, pa reče:

- A kojim jezikom govorite? Valjda srpskim?

- Ne. - odgovore mu svi.

- Nego?

- Mi govorimo hrvatskim jezikom, ali smo Crnogorci.

Opet upita dopisnik:

- Kako se zove ovdje vaš poglavica?

Oni odgovore:

- Hrvat-baša.

## Popis Hrvat-baša
Crnogorska historiografija uspjela je dokumentirati sljedeće Crnogorce kao Hrvat-baše u Carigradu:
- Marko Martinović (Cetinje)
- Mišalj Martinović (Cetinje)
- Joko Jovićević (Ceklin)
- Đoko Pejović, pop (Ceklin)
- Marko Vukanović (Crmnica)
- Dragiša Plamenac (Crmnica)
- Vuko Pejović (Ceklin)
- Marko Pejović (Ceklin)
- Pero Pejović (Ceklin)
- Mašan Martinović (Cetinje)

Zvanje Hrvat-baša ukinuto je nakon što su Kneževina Crna Gora (vidi: Kraljevina Crna Gora) i Osmansko Carstvo 23. kolovoza 1879. godine uspostavili službene diplomatske odnose.